# Лоццоло
Лоццоло (итал. Lozzolo) — коммуна в Италии, располагается в регионе Пьемонт, в провинции Верчелли.
Население составляет 815 человек (2008 г.), плотность населения составляет 136 чел./км². Занимает площадь 6 км². Почтовый индекс — 13060. Телефонный код — 0163.
Покровителем коммуны почитается святой Георгий Победоносец, празднование 23 апреля.

## Демография
Динамика населения:

## Города-побратимы
- Кастильоне-д’Адда, Италия

## Администрация коммуны
- Официальный сайт: http://www.comune.lozzolo.vc.it/